# Centrale hydroélectrique Achwa II
Pour les articles homonymes, voir Achwa Hydroelectric Power Station.
La centrale hydroélectrique Achwa II est une centrale hydroélectrique de 42 mégawatts, en Ouganda.

## Emplacement
La centrale électrique est située de l'autre côté de la rivière Achwa, dans le district de Gulu, au nord de l'Ouganda. Cet emplacement est à la frontière entre le district de Gulu et le district de Pader, à environ 38 kilomètres au nord de la colonie d'Aswa. C'est environ 65 kilomètres, par la route, au nord-est de Gulu, la plus grande ville du nord de l'Ouganda. Les coordonnées géographiques du chantier sont : 3° 08′ 06″ N, 32° 31′ 15″ E).

## Aperçu
Cette centrale électrique fait partie d'une cascade de cinq centrales électriques prévues sur la rivière Achwa totalisant 109 mégawatts, Achwa 2 étant le premier à être construit,. C'est un projet hydroélectrique au fil de l'eau avec une production annuelle prévue de 281 GWh.
L'électricité produite sera évacuée via une ligne de transport à haute tension de 132 kV vers une sous-station de Lira, sur une distance d'environ 140 kilometres, où il sera vendu à l' Uganda Electricity Transmission Company Limited («UETCL»). Les autres infrastructures qui seront construites comprennent 9 kilometres de routes de service, 38 kilometres route pour relier le site à la route Gulu-Kitgum et un camp pour les ouvriers du bâtiment

## Propriété et financement
La centrale électrique appartient et est développée par ARPE Limited. Le coût de construction est budgétisé à 78 808 400 dollars americain, dont la Banque africaine de développement a prêté 14 330 754 $ US et les 64 477 646 $ US restants ont été empruntés à Delta et à d'autres sources. PAC SpA, une entreprise de construction italienne, est l'entrepreneur EPC pour les travaux de génie civil et Voith, un fabricant allemand, a été engagé pour fournir les quatre turbines et les pièces électromécaniques associées. Le contrat comprend la conception, la fabrication, la fourniture, le transport, le montage, les essais et la mise en service de tous les équipements fournis.
Les sources de financement de ce projet sont indiquées dans le tableau ci-dessous : 
| Rang | Source de financement             | Montant (US $) | Pourcentage |
| ---- | --------------------------------- | -------------- | ----------- |
| 1    | Delta                             | 56 955 541     | 72,27       |
| 2    | Banque africaine de développement | 14 330 754     | 18,18       |
| 3    | Co-financier                      | 7,522,105      | 9,55        |
|      | Total                             | 78 808 400     | 100,00      |

## Achèvement
En janvier 2020, la centrale électrique était entièrement construite. Cependant, seuls 12 mégawatts de la capacité de 42 mégawatts disponibles étaient évacués via une ligne électrique de 33 kV vers Kitgum et Layibi, une banlieue de la ville de Gulu. Le développement prévu comprend la construction d'une ligne de transport à haute tension de 132 kV par Uganda Electricity Transmission Company Limited (UETCL), jusqu'à sa sous-station de Lira. Cependant, des désaccords sur la compensation foncière pour la ligne de transport ont retardé la construction. La majorité des désaccords ont été résolus et la construction devrait reprendre en 2020. Le gouvernement ougandais devrait payer une redevance de capacité pour les 30 mégawatts d'électricité non utilisés, jusqu'à la mise en service de la ligne d'évacuation.

## Voir également
- Centrale hydroélectrique Achwa III
- Centrale hydroélectrique Achwa I
- Liste des centrales électriques en Ouganda